# I. Johanna navarrai királynő

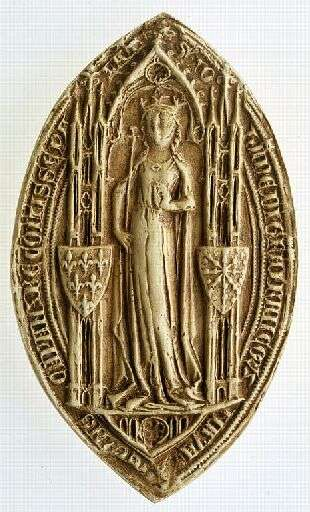
I. Johanna királynő pecsétje

I. Johanna (Bar-sur-Seine, 1273. január 14. – Vincennes, 1305. április 2.)  navarrai királynő, aki 1274-től 1305-ig uralkodott (egyidejűleg I. Johanna néven Champagne grófnője is), a Navarrai Királyság utolsó uralkodója volt a Champagne-i házból, I. (Kövér) Henrik (1249–1274) király leánya és utódja. Házassága révén Franciaország királynéja is volt.

## Életrajza
Az apja halálakor zavargások törtek ki a királyságban, és fenyegetően lépett fel Navarra két hatalmas szomszédja, Kasztília és León és Aragónia is. I. Johanna édesanyja, a Capeting-dinasztiából származó Artois-i Blanka navarrai királyné (1248–1302), a gyermekével együtt, a francia királyi udvarban keresett menedéket. Joggal remélt segítséget, hiszen rokona volt a francia király, III. (Merész) Fülöp (1245–1285), aki szintén a Capet-házból származott, IX. (Szent) Lajos (1214–1270) királynak a fia. III. Fülöp hadsereget küldve Navarrába, helyreállítatta a rendet a királyságban. (Egyes források a Capet-házat Capeting-házként is említik.)
1284-ben I. Johanna feleségül ment III. Fülöp fiához, Fülöp herceghez (1268–1314), aki a házasságkötéssel 1284-től a felesége haláláig, 1305-ig, I. Fülöp néven Navarra királya lett. A következő évben meghalt III. Fülöp és a fia IV. (Szép) Fülöp néven Franciaország királya (1285–1314) lett. IV. Fülöp a francia történelem egyik legjelentősebb uralkodója.
I. Johanna királynő művészetet és irodalmat kedvelő asszony volt, ő alapította a híres párizsi Collège de Navarre-t, a Navarrai Kollégiumot, de az államügyek intézéséből is kivette részét. 1297-ben kiűzte a Navarrát átmenetileg megszálló kasztíliai és aragóniai sereget, biztosította a királyságnak a belső és a külső békét.

## Halála után
I. Johanna halálakor Johanna és IV. Fülöp legidősebb fia, I. Lajos (1289–1316) lett Navarra királya, aki 1305-től 1316-ig uralkodott (egyidejűleg I. Lajos néven Champagne grófja is.) IV. Fülöp halálakor Franciaország királya lett, ő X. (Civakodó) Lajos király (1314–1316). (Az uralkodó halálakor a champagne-i grófság egyesült Franciaországgal.) I. (X.) Lajos fiát, a pár napot élt csecsemőt a történetírás I. (Utószülött) János francia királyként (1316) és I. János navarrai királyként (1316) tartja számon. Franciaországban a frank eredetű örökösödési szabály, a száli törvény, nem tette lehetővé a leányági trónutódlást. X. Lajos király utóda így az öccse lett, V. (Hosszú) Fülöp (1294–1322), francia király (1316–1322), egyidejűleg II. Fülöp navarrai király. Azonban fiúgyermeket ő sem hagyott maga után, ezért az ő utóda is a testvére lett, az öccse, IV. (Szép) Károly (1294–1328), francia király (1322–1328), egyidejűleg I. Károly néven navarrai király is, vele a Capet–ház főága kihalt. Ekkor léphetett Navarra trónjára I. (X.) Lajos király leánya, Johanna (1311–1349), I. János féltestvér nővére, II. Johanna navarrai királynő (1328–1349).
Egyes források I. Fülöp, I. Lajos, I. János, II. Fülöp, I. Károly és II. Johanna navarrai uralkodókat mint Franciaországi – házi, avagy Francia – házi uralkodókat jelöli. A tény az, hogy ők – I. Lajost és II. Johannát kivéve – kormányzók (helytartók) útján gyakorolták Navarrában az uralmukat, nem látogattak el a királyságba.